# هاتسی
هاتسی (به ارمنی: Հացի) یک منطقهٔ مسکونی در جمهوری آرتساخ است که در استان مارتونی واقع شده‌است.